# 喜多方地方広域市町村圏組合
喜多方地方広域市町村圏組合（きたかたちほうこういきしちょうそんけんくみあい）は、福島県喜多方市、耶麻郡北塩原村、西会津町の1市1町1村で構成する一部事務組合。

## 共同事務
【出典】
1. 喜多方地方広域事業計画の策定並びに計画に基づく事業の実施及び連絡調整
2. 消防及び救急業務
3. 救急医療体制の整備
4. し尿及びごみの処理
5. 研修に関すること
6. 斎場の設置及び管理運営
7. 喜多方プラザ文化センターの管理運営
8. 喜多方地方広域市町村圏組合あいづふるさと基金事業の実施及び連絡調整
9. 介護認定審査会の設置及び審判判定
10. 障害者の日常生活及び社会生活を総合的に支援するための法律に規定する審査会の設置及び審判判定
11. 喜多方地方広域的地域情報通信ネットワークの整備及び管理運営

## 組織
【出典】
- 管理者（1）
  - 副管理者（2）
    - 事務局
      - 総務係
      - 財政係
      - 企画係
      - 福祉介護係

    - 斎場
      - 管理係

    - 環境センター
      - 塩川工場
      - 山都工場
      - 羽山最終処分場

    - 喜多方プラザ文化センター
      - 総務係
      - 事業係
      - 管理係

    - 消防長（消防監）
      - 消防本部次長（消防司令長）
        - 総務課
          - 総務係
          - 財政係

        - 消防課
          - 予防係
          - 危険物係
          - 警防係
          - 救急救助係
          - 通信指令係

        - 喜多方消防署
          - 庶務係
          - 予防危険物係
          - 警防係
          - 救急救助係
          - 北塩原分署
          - 山都分署

        - 西会津消防署
          - 庶務係
          - 予防危険物係
          - 警防係
          - 救急救助係

## 管内の現況
- 管内の人口 - 56,735人
  - 喜多方市 - 47,719人
  - 西会津町 - 6,273人
  - 北塩原村 - 2,743人

2019年（平成31年）4月1日現在 
- 管内の世帯数 - 22,338世帯
  - 喜多方市 - 18,626世帯
  - 西会津町 - 2,632世帯
  - 北塩原村 - 1,080世帯

2019年（平成31年）4月1日現在 
- 管内の面積 - 1,086.89 km2
  - 喜多方市 - 554.63 km2
  - 西会津町 - 298.18 km2
  - 北塩原村 - 234.08 km2

2019年（令和元年）10月1日 

## 常備消防
喜多方地方広域市町村圏組合消防本部（きたかたちほうこういきしちょうそんけんくみあい）は、福島県喜多方市、耶麻郡西会津町、北塩原村を管轄する消防部局（消防本部）。

### 消防署等
【出典】
消防署
| 消防署       | 敷地面積   | 郵便番号   | 所在地                             | 分署                 |
| ------------ | ---------- | ---------- | ---------------------------------- | -------------------- |
| 喜多方消防署 | 2,025.36m2 | 〒966-0056 | 福島県喜多方市字屋敷免3958番地     | 北塩原分署、山都分署 |
| 西会津消防署 | 3,959.00m2 | 〒969-4406 | 福島県耶麻郡西会津町野沢字原町50番 |                      |

分署
| 分署       | 敷地面積   | 郵便番号   | 所在地                                            |
| ---------- | ---------- | ---------- | ------------------------------------------------- |
| 北塩原分署 | 2,785.19m2 | 〒966-0400 | 福島県耶麻郡北塩原村大字桧原字剣ヶ峯1093番地の730 |
| 山都分署   | 1,750.10m2 | 〒966-0000 | 福島県喜多方市山都町字広中新田1167番地            |

### 消防車両
【出典】

2019年（平成31年）4月1日現在
| 消防車両     | 台数 |
| ------------ | ---- |
| 指揮車       | 7    |
| ポンプ車     | 5    |
| 化学車       | 1    |
| 災害支援車   | 1    |
| 高規格救急車 | 7    |
| 救工車       | 1    |
| 水槽車       | 1    |